# Wilmut
Wilmut ist ein alter männlicher Vorname, der in der heutigen Zeit nur noch sehr selten gewählt wird.

## Namenstage
Es sind keine Namenstage bekannt.

## Herkunft und Bedeutung
Der Name kommt aus dem Altniederländischen sowie Althochdeutschen und setzt sich aus „willio“/„willo“ (Wille) und „muot“ (Geist, Sinn) zusammen.

## Weitere Formen
- Willmut

## Bekannte Namensträger

### Vorname
- Wilmut Borell (1922–1997), deutscher Schauspieler

### Familienname
- Ian Wilmut (1944–2023), britischer Embryologe und Leiter eines Forschungsteams für medizinische Zellbiologie